# Seana Bhràigh
Der Seana Bhràigh ist ein als Munro und Marilyn eingestufter, 926 m (3.038 ft) hoher Berg in den schottischen Highlands. Sein gälischer Name kann in etwa mit Alter oberer Teil oder Altes Hochland übersetzt werden. Er liegt in den Northwest Highlands, gut 55 Kilometer nordwestlich von Inverness und rund 15 Kilometer südöstlich von Ullapool.
Aufgrund seiner Lage weit abseits bestehender Ansiedlungen zählt der Seana Bhràigh zu den entlegensten Munros. Sein weitläufiges Gipfelplateau liegt am Nordwestrand einer Hochfläche, die sich etwas nördlich der Berggruppe der „Deargs“ rund um den 1.084 m (3.556 ft) hohen Beinn Dearg befindet. Während der Berg damit nach Süden und Osten sanft und flach mit weitläufigen Gras- und Heideflächen ausläuft, weist er im Norden und Westen überwiegend steile und zerklüftete Felsabbrüche auf. Neben dem ganz im Nordwesten des Plateaus liegenden, durch einen Cairn markierten Hauptgipfel besitzt der Seana Bhràigh südöstlich noch einen weiteren, 906 m (2.972 ft) hohen Nebengipfel in Form einer flachen Kuppe. Vom Gipfelplateau gehen insgesamt vier Grate aus. Der nach Westen abfallende Grat wendet sich in Form eines breiten Bergrückens auf etwa 600 m Höhe allmählich nach Norden und endet in der 679 m (2.228 ft) hohen, von Schrofen durchsetzten Kuppe des Meall nam Bràdhan. Nach Südwesten fällt er mit steilen, teilweise felsdurchsetzten Grashängen in das Gleann a’ Chadha Dheirg ab. Südwestlich des Nebengipfels gehen diese Hänge in die steilen Felswände des Cadha Dearg über. Der Nordostgrat ist ebenfalls kurz und endet im 743 m (2.438 ft) hohen Vorgipfel Creag nan Gobhar. Während er nach Norden relativ sanft abfällt, besitzt der Nordostgrat auf seiner Südostseite teils steile Felspartien. Der markanteste Grat des Seana Bhràigh ist der Creag an Duine. Beginnend am südöstlichen Nebengipfel führt er immer schmaler werdend nach Nordnordost und besitzt auf beiden Seiten steil abfallende Felswände. Auf seiner Westseite umschließen diese zusammen mit dem Nordostgrat und der Nordflanke des Berges das tief eingeschnittene Luchd Choire mit dem Loch Luchd Choire. Das Nordende des Grats bildet die markante, weithin sichtbar Spitze des 905 m (2.969 ft) hohen An Sgùrr. Der vierte Grat besitzt die Form eines breiten Rückens und führt vom Gipfelplateau nach Südosten. Er endet auf etwa 760 m Höhe mit der breiten und sanft abfallenden Kuppe des Meall Fèith na Slataich. Lediglich nach Süden besitzt die Hochfläche etwas steiler in das südlich liegende Gleann Beag abfallende, aber ebenfalls grasbestandene Hänge. Im Südwesten führt ein Sattel auf etwa 685 m Höhe oberhalb des Cadha Dearg zwischen kleineren Kuppen zum Eididh nan Clach Geala, dem 927 m (3.041 ft) hohen nördlichsten Munro der „Deargs“.

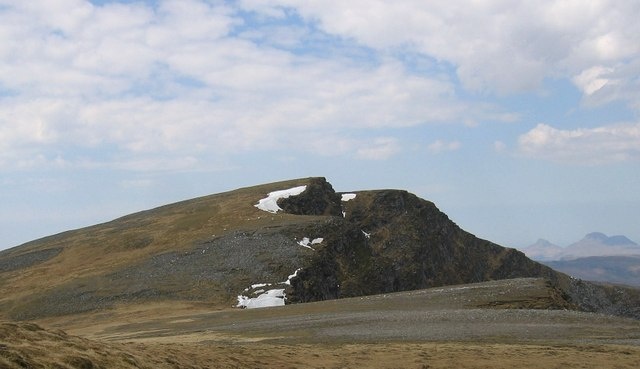
Der Gipfelbereich des Seana Bhràigh von Südosten, im Hintergrund der Stac Pollaidh (Mitte) und der Cùl Beag (rechts) auf der Halbinsel Coigach
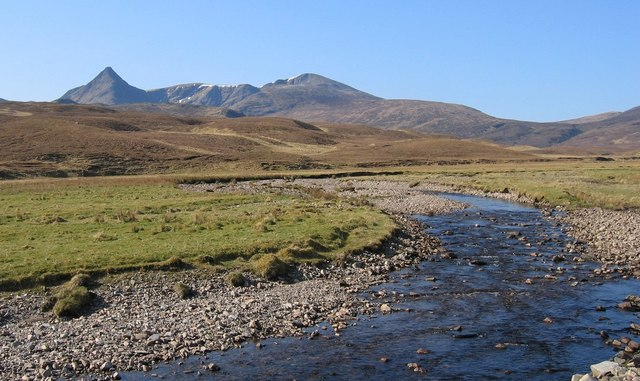
Das Massiv des Seana Bhràigh von Norden, aus dem Tal des Corriemulzie River, rechts der Hauptgipfel, links die markante Spitze des An Sgùrr
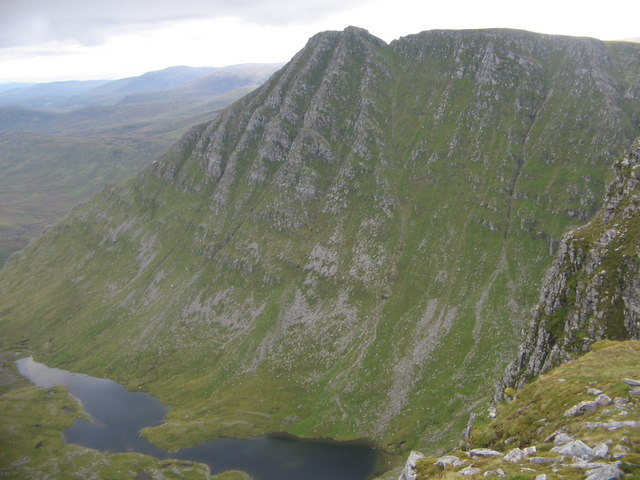
Blick vom Hauptgipfel nach Osten zum Creag an Duine mit der Spitze des An Sgùrr
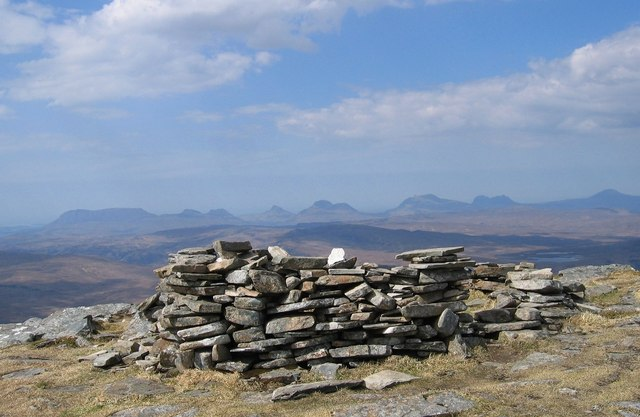
Der Gipfelcairn des Seana Bhràigh, im Hintergrund die Berge von Coigach und Assynt, ganz rechts Suilven und Canisp

Der Seana Bhràigh liegt in einer seit den Highland Clearances nicht mehr besiedelten einsamen Bergwelt weitab öffentlicher Straßen und erfordert sehr lange Zustiege. Eine Besteigung gemeinsam mit den „Deargs“ wird daher nur sehr ausdauernden Munro-Baggern empfohlen. Der kürzeste direkte Zugang beginnt an einem Parkplatz an der A835 bei der kleinen Ansiedlung Inverlael am Südende von Loch Broom. Er führt durch das als Gleann na Sguaib bezeichnete Tal des River Lael nach Osten, dann stetig ansteigend über das vom Gleann na Sguaib abzweigende Gleann a’ Mhadaidh bis in das Coire an Lochain Sgeirich unterhalb der Nordflanke des Eididh nan Clach Geala. Von diesem aus wird oberhalb des Cadha Dearg die Hochfläche erreicht, der Hauptgipfel wird über seine Südflanke bestiegen. Alternativ sind auch Anstiege über den Südostgrat möglich. Der Nordostgrat kann mit deutlich längeren Zustiegen aus dem Strath Mulzie, einem Seitental des südwestlich von Lairg liegenden Strath Oykel, erreicht werden. 